# 踊奉行
踊奉行（おどりぶぎょう）は、現在の沖縄県にあった、琉球王国に存在した琉球舞踊を監督する役職。
踊奉行は、冊封や国王の年忌の際に臨時に任命される役職で、これらの式典で行われる琉球舞踊を主に、(泡盛)や肴、音楽などの監督を行った。奉行は、現在で言う大臣に近いが、踊奉行は5人で構成されることが多かった為、担当者とも言える。 構成は按司奉行1、親方奉行1、親雲上奉行3からなる。発祥は不明だが、古い記録では1663年に堪水親方が踊奉行に任命されている。組踊（くみおどり）を創った玉城朝薫もその一人である。